# كأس سلوفاكيا 2007–08
كأس سلوفاكيا 2007–08 هو موسم من كأس سلوفاكيا. كان عدد الأندية المشاركة فيه 54، وفاز فيه نادي بيترزالكا.